# B・B・ヴィンセント
ベトエル・ボイド・ヴィンセント (Bethuel Boyd Vincent、1803年8月4日 - 1876年7月21日)は、アメリカ合衆国の実業家、政治家。父は裁判官ジョン・ヴィンセント。
1834年3月、建設されて間もないウォーターフォードの初代書記と収入役に選出された。1850年に最後のペンシルベニア州エリー市長を務め、合併後、市長に立候補した。
1839年3月26日、エリーにエリー郡相互火災保険株式会社を設立した一人である。 
ウィリアム、ヴィンセントのデビッド・ヒムロッドと共に、1840年にエリーのミルクリーク Himrod and Companyという鉄工所を共同設立した。同社は後にエリー市では著名な鉄工所となった。
エリー運河会社の管理職であった。
当時ダイヤモンドと呼ばれていた広場への植樹の為に1846年に市議会から選ばれた。植樹とPerry Squareへの改名を祝う公式の式典が1846年6月に開催された。 
1846年10月のエリー墓地最初の申込者の一人であった。
1865年3月9日にエリーでの創業以来、1867年1月まで、海洋国立銀行頭取を務めた。
息子ストロング・ヴィンセントは南北戦争のゲティスバーグの戦いで活躍した。義父マーティン・ストロング(1770年 - 1823年5月)は大地主、測量士、開拓者であった。